# Drakborgen II
Drakborgen II är ett brädspel i fantasymiljö, som gavs ut på svenska av Alga och Brio runt julen 1987. Spelet skapades av Jakob Bonds och Dan Glimne och är ett expansionspaket till det framgångsrika Drakborgen, som hade lanserats under hösten 1985. Spelupplägget och bakgrunden till handlingen behölls från originalspelet och en utökning skedde av vissa av de brickor och kort som hade förekommit i Drakborgen. Några av de idéer som inte genomfördes i originalspelet vidareutvecklades för att användas i Drakborgen II. Glimne ansåg att expansionspaketet visade på att spelupplägget från Drakborgen var utbyggbart.
Vid tillfället gav Alga normalt inte ut expansionspaket till sina brädspel, men i och med att Drakborgens försäljningssiffror fortfarande var bra runt julen 1986 togs ett formellt beslut att Drakborgen II skulle lanseras till julen 1987. Bonds och Glimne träffades i början av 1987 och ett av de största problemen de såg med Drakborgen, som de ville rätta till med expansionspaketet, var bristen på kvinnliga hjältar. Åtta nya hjältar skapades därför för Drakborgen II: Yūshugom Bogd-Uul, Thargrim den mörke, Yūbara Tori-Jima, Durim Dolkspänne, Iril Fëaneline, Chārāk-Hai, Dzála Náryn och Mrishnahk magikern. En spelmekanisk förändring i expansionspaketet var tilläggandet av en underjord, i vilken spelarens hjälte kunde hamna frivilligt eller ofrivilligt. Underjorden innebar en ovisshet för spelaren exakt var hjälten befann sig och det var först när spelaren fått ett Underjordskort med en uppgång som det stod klart var någonstans på brädet hjälten var. I underjorden förekom, som i resten av Drakborgen II, olika skatter, fällor och monster.
Drakborgen II lanserades på engelska av Games Workshop fast delades då upp i två expansionspaket: Heroes for Dungeonquest (1987) och Dungeonquest: Catacombs (juli 1988). Anledningen till uppdelningen var att Drakborgen II inte var helt färdigställt vid lanseringen av Heroes for Dungeonquest och därför togs beslutet att inkludera de delar som var färdigställda och ta med de resterande delarna i ett andra expansionspaket året efter.
Drakborgen II lanserades även i nyutgåvan av Drakborgen, som släpptes 2022.